# Phan Lệ Hồng
Phan Lệ Hồng (sinh 1953) là đại biểu Quốc hội Việt Nam khóa X. Bà thuộc đoàn đại biểu Sóc Trăng.
Tên thường gọi: Phan Lệ Hồng
Ngày sinh: 8/5/1953
Giới tính: Nữ
Dân tộc: Kinh
Tôn giáo: Không
Quê quán: Xã Phú Hưng, huyện Cái Nước, Cà Mau
Trình độ chính trị: Cao cấp
Trình độ chuyên môn: Đại học Sư phạm
Nghề nghiệp, chức vụ: Tỉnh uỷ viên, Giám đốc Sở Giáo dục-Đào tạo tỉnh Cà Mau
Nơi làm việc: Sở Giáo dục-Đào tạo tỉnh Cà Mau
Nơi ứng cử: Sóc Trăng
Đại biểu Quốc hội khoá: X
Đại biểu chuyên trách: Không
Đại biểu Hội đồng Nhân dân: Không